# Urban eXperiment
Urban eXperiment , Les UX ou simplesmente UX são um grupo de artistas que na clandestinidade restaura e faz melhorias a lugares escondidos de Paris. Ativa desde os anos 1980, um de seus trabalhos mais notórios foi a restauração clandestina do relógio do Panthéon, em 2006. Já criaram também um cinema numa galeria subterrânea sob o Trocadéro, com bar e restaurante. Além disso já restauraram várias criptas medievais e promoveram peças de teatro, leituras e sessões de cinema no subsolo parisiense. A identidade dos membros do grupo - cidadãos comuns parisienses durante o dia - é secreta, embora alguns tenham resolvido se expor sob pseudônimo, como é o caso de Lazar Kunstmann, um dos membros mais antigos do grupo.